# شهرستان پوگه
شهرستان پوگه (به لاتین: Puge County) یک منطقهٔ مسکونی در چین است که در لیانگشان یای واقع شده‌است.